# Julien Faubert
Pour les articles homonymes, voir Faubert.
Julien Faubert, né le 1er août 1983 au Havre, est un ancien footballeur international français évoluant au poste de latéral droit, principalement dans les clubs des Girondins de Bordeaux et West Ham United.

## Biographie

### Carrière de joueur
Né au  Havre dans le quartier de  Caucriauville, il débute dans un club local. Il effectue un essai au Havre AC mais n'est pas retenu et n'intègre pas le centre de formation du HAC . 
Comme d'autres avant lui (Zidane, Vieira et Micoud), il rejoint le centre de formation de l'AS Cannes en 1998.
Il dispute deux saisons pleines dans le championnat de national. Après avoir joué quarante-cinq matches officiels en championnat sous les couleurs cannoises, le Havrais franchit une marche en signant aux Girondins de Bordeaux. Sa carrière s'accélère alors et il obtient très vite une place de titulaire grâce, entre autres, à une polyvalence qui lui permet d'occuper tout le couloir droit.
Le 16 août 2006, il est appelé en équipe de France (alors qu'il est titulaire en équipe de France Espoirs) par Raymond Domenech pour disputer le match amical contre la Bosnie-Herzégovine, durant lequel il signe son premier but sous le maillot bleu après seulement quelques minutes de jeu. Durant ce match il arbore le numéro 10. Il devient le premier joueur à porter ce numéro depuis la retraite de Zidane. 
Le 1er juillet 2007, il est transféré à West Ham pour 9 millions d'euros. Il y signe un contrat de cinq ans. Mais le 17 juillet lors d'un match amical de sa nouvelle équipe contre celle du Sigma Olomouc, il est victime d'une rupture du tendon d'Achille. Il est déclaré indisponible pour six mois.
Raymond Domenech pense que le choix de Julien Faubert n'est pas le meilleur qui soit, en vue de l'Euro 2008.
Le 30 janvier 2009, il est prêté par West Ham pour 1,5 million d'euros avec une option d'achat à 6 millions d'euros au Real Madrid, champion d'Espagne en titre, où il ne joue que deux matchs, pour un total de 52 minutes de jeu.
Au mercato d'été 2009, il retourne à West Ham, le Real ayant décidé de ne pas lever l'option d'achat. Un retour qui s'avère payant car il reçoit le titre honorifique du meilleur joueur du mois d’août 2009 décerné par les supporters du club. Mais durant la saison 2010/2011, le statut du joueur change inexplicablement et il devient remplaçant n'effectuant que neuf rencontres en championnat et subissant la relégation en Championship. Malgré cela, il décide de rester dans le club où il retrouve une vraie place de titulaire. Après avoir grandement aidé à la remontée l'année suivante, il quitte l'Angleterre après cinq années.
Julien Faubert arrive au club turc d'Elazigspor. Après une première partie de saison honnête, il résilie son contrat avec le club en janvier 2013. Il se retrouve donc sans club et s'entraîne avec l'équipe réserve des Girondins de Bordeaux. Le 31 janvier 2013, dans les dernières heures du mercato hivernal, il signe un nouveau contrat avec les Girondins de Bordeaux.
Le 9 juillet 2013, Faubert prolonge de deux ans son contrat avec les Girondins de Bordeaux. Il n'est pas prolongé à l'issue de la saison 2014-2015.
Libre depuis son départ des Girondins de bordeaux, il s'engage avec le club écossais de Kilmarnock pour une durée de six mois à partir de février 2016.
Le 17 janvier 2017, il s'engage une saison avec le FC Inter Turku, un club finlandais.
Le 11 janvier 2018, il signe en Indonésie, au Borneo Football Club.
En juin 2019, il s'engage avec l'EFC Fréjus Saint-Raphaël, club pensionnaire de National 2.
Julien Faubert a acquis la nationalité algérienne à la suite de son mariage. Malgré son vif intérêt pour la sélection nationale algérienne, il n'a jamais été sélectionné.

### Reconversion
Lors de la saison 2022-2023, il suit au CNF Clairefontaine la formation au DESJEPS mention football.
En juin 2021, il devient l'entraîneur adjoint de Jean-Guy Wallemme, à l'Étoile Football Club Fréjus Saint-Raphaël, club de National 2. Julien Faubert est remercié en janvier 2020
En mars 2023, il revient à l'Étoile Football Club Fréjus Saint-Raphaël, en étant nommé entraîneur de l'équipe de  National 2, succédant à Charly Paquillé.

## Palmarès

### En club
- Vainqueur de la Coupe de la Ligue en 2007 avec les Girondins de Bordeaux
- Vainqueur de la Coupe de France en  2013 avec les Girondins de Bordeaux
- Vice-champion de France en 2006 avec les Girondins de Bordeaux
- Vice-champion d'Espagne  en 2009 avec le Real Madrid

## Statistiques

### Générales
| Saison          | Club                     | Championnat             | Championnat | Championnat | Coupe(s) nationale(s) | Coupe(s) nationale(s) | Compétition(s) continentale(s) | Compétition(s) continentale(s) | Compétition(s) continentale(s) | France | France | Total | Total |
| Saison          | Club                     | Division                | M.          | B.          | M.                    | B.                    | Comp.                          | M.                             | B.                             | M.     | B.     | M.    | B.    |
| 2002-2003       | AS Cannes                | National                | 26          | 1           | 1                     | -                     | -                              | -                              | -                              | -      | -      | 27    | 1     |
| 2003-2004       | AS Cannes                | National                | 19          | 3           | 1                     | 1                     | -                              | -                              | -                              | -      | -      | 20    | 4     |
| 2004-2005       | Girondins de Bordeaux    | Ligue 1                 | 36          | 1           | 2                     | -                     | -                              | -                              | -                              | -      | -      | 38    | 1     |
| 2005-2006       | Girondins de Bordeaux    | Ligue 1                 | 34          | 5           | 5                     | -                     | -                              | -                              | -                              | -      | -      | 39    | 5     |
| 2006-2007       | Girondins de Bordeaux    | Ligue 1                 | 26          | 3           | 4                     | 0                     | C1                             | 8                              | 2                              | 1      | 1      | 39    | 6     |
| 2007-2008       | West Ham United FC       | Premier League          | 7           | 0           | 1                     | -                     | -                              | -                              | -                              | -      | -      | 8     | 0     |
| 2008-janv. 2009 | West Ham United FC       | Premier League          | 20          | 0           | 8                     | -                     | -                              | -                              | -                              | -      | -      | 28    | 0     |
| janv. 2009-2009 | Real Madrid CF           | Liga                    | 2           | 0           | -                     | -                     | -                              | -                              | -                              | -      | -      | 2     | 0     |
| 2009-2010       | West Ham United FC       | Premier League          | 33          | 1           | 3                     | -                     | -                              | -                              | -                              | -      | -      | 36    | 1     |
| 2010-2011       | West Ham United FC       | Premier League          | 9           | 0           | 7                     | -                     | -                              | -                              | -                              | -      | -      | 16    | 0     |
| 2011-2012       | West Ham United FC       | Championship            | 33          | 1           | 3                     | -                     | -                              | -                              | -                              | -      | -      | 36    | 1     |
| 2012-janv. 2013 | Elazığspor               | Super League            | 16          | 1           | -                     | -                     | -                              | -                              | -                              | -      | -      | 16    | 1     |
| janv. 2013-2013 | Girondins de Bordeaux    | Ligue 1                 | 13          | 0           | 3                     | -                     | C3                             | 3                              | 0                              | -      | -      | 19    | 0     |
| 2013-2014       | Girondins de Bordeaux    | Ligue 1                 | 22          | 3           | 3                     | -                     | C3                             | 4                              | 0                              | -      | -      | 29    | 3     |
| 2014-2015       | Girondins de Bordeaux    | Ligue 1                 | 9           | 0           | 2                     | -                     | -                              | -                              | -                              | -      | -      | 11    | 0     |
| 2016            | Kilmarnock Football Club | Scottish Premier League | 9           | 0           | -                     | -                     | -                              | -                              | -                              | -      | -      | 9     | 0     |
| 2017            | Inter Turku              | Veikkausliiga           | 25          | 1           | 5                     | -                     | -                              | -                              | -                              | -      | -      | 30    | 1     |
| 2018            | Borneo FC                | Liga 1                  | 15          | 3           | -                     | -                     | -                              | -                              | -                              | -      | -      | 15    | 3     |

### En équipe de France

#### Match international
| # | Date         | Lieu                                                 | Adversaire         | Résultat | Compétition  | Notes                                                    |
| - | ------------ | ---------------------------------------------------- | ------------------ | -------- | ------------ | -------------------------------------------------------- |
| 1 | 16 août 2006 | Stade Olympique Koševo, Sarajevo, Bosnie-Herzégovine | Bosnie-Herzégovine | V 2 - 1  | Match amical | Entre en jeu à la place de Franck Ribéry à la 69e minute |

#### But international
| # | Date         | Lieu                                                 | Adversaire         | Résultat | Compétition  | Détail | Détail        | Détail | Sél. |
| - | ------------ | ---------------------------------------------------- | ------------------ | -------- | ------------ | ------ | ------------- | ------ | ---- |
| 1 | 16 août 2006 | Stade Olympique Koševo, Sarajevo, Bosnie-Herzégovine | Bosnie-Herzégovine | V 2 - 1  | Match amical | 91e    | du pied droit | 2-1    | 1re  |

### En équipe de Martinique
- 10 sélections et 5 buts depuis 2014